# Coelioxys carinicauda
Coelioxys carinicauda är en biart som beskrevs av Pasteels 1968. Coelioxys carinicauda ingår i släktet kägelbin, och familjen buksamlarbin. Inga underarter finns listade i Catalogue of Life.